# Charlot giornalista
Charlot giornalista (Making a Living) è un cortometraggio del 1914 diretto e interpretato da Henry Lehrman. Rappresenta l'esordio cinematografico di Charlie Chaplin che, nonostante il titolo italiano, non interpreta ancora Charlot. Il suo personaggio in questo film rimanda alla collaborazione con Fred Karno ed è arricchito da trovate ideate dallo stesso.

## Produzione
Prodotto dalla Keystone Pictures Studio, il film fu girato tra il 5 e il 9 gennaio 1914, completato il 14 gennaio e distribuito negli Stati Uniti dalla Mutual Film il 2 febbraio, mentre in Italia fu trasmesso su Rai 1 il 25 aprile 1970 nel programma Oggi le comiche. In inglese è noto anche coi titoli Doing His Best, A Busted Johnny, Troubles e Take My Picture.
In seguito Chaplin lamentò che il meglio della sua prestazione era stato lasciato fuori dal montaggio finale, e lo stesso Lehrman ammise di aver deliberatamente gestito male il montaggio del film per ripicca verso Chaplin.

## Trama
Un imbroglione squattrinato vestito da dandy chiede invano a un cronista dei soldi, quindi cerca brevemente di derubarlo. Poco dopo convince una ragazza a sposarlo dandole il suo anello. Presto arriva il cronista con un mazzo di fiori per la ragazza, ma questa li rifiuta mostrandole l'anello datole dall'imbroglione. Ne segue una rissa tra i due, interrotta dal maggiordomo che caccia via il cronista. In seguito l'imbroglione vede un cartello con un'offerta di lavoro come cronista, e si propone all'editore. Nell'ufficio però c'è anche il cronista suo nemico, che convince il capo a non assumerlo. Più tardi, il cronista vede un'auto sbandare e cadere da un dirupo. Mentre intervista e fotografa il conducente incastrato sotto l'auto, una folla invade il luogo e, nella confusione, l'imbroglione gli ruba bloc-notes e macchina fotografica e si precipita (dopo un rocambolesco inseguimento) alla sede del giornale, riuscendo a far stampare un'edizione straordinaria con la sua esclusiva. Il cronista raggiunge l'imbroglione troppo tardi, ma i due continuano a battersi persino sul parafango di un tram.

## Distribuzione
- 2 febbraio 1914 negli Stati Uniti
- 3 gennaio 1916 in Svezia (Chaplin som tidningsman)
- 17 marzo in Spagna (Haciendo por la vida)
- 7 dicembre 1921 in Finlandia (Tienaamisen tuskat)